# Naakthalsgrondel
De naakthalsgrondel (Babka gymnotrachelus) is een  straalvinnige vissensoort uit de familie van grondels (Gobiidae). De wetenschappelijke naam van de soort is voor het eerst geldig gepubliceerd in 1857 door Kessler.